# Palæstinensiske flygtningelejre
Palæstinensiske flygtningelejre er navnet på de lejre som blev etableret efter Den Arabisk-Israelske krig 1948 for at tage sig af de Palæstinensiske flygtninge, som flygtede fra krigen.
Denne artikel opremser de nuværende palæstinensiske flygtningelejre med nuværende befolkning og året for deres oprettelse.
UNRWA, FN's Nødhjælps- og Arbejdsagentur for palæstinensiske Flygtninge i Mellemøsten, definerer en palæstinensisk flygtning som:
"Personer, hvis normale opholdssted var i Palæstina mellem juni 1946 og maj 1948, og som mistede deres hjem og mulighed for forsørgelse som resultat af Den Arabisk-Israelske krig 1948.
UNRWA tilbyder faciliteter i 59 anerkendte flygtningelejres i Jordan, Libanon, Syrien, Vestbredden og Gaza-striben. Det tilbød også hjælp til forflyttede folk inde i selve Israel efter 1948-konflikten, indtil den israelske regering selv overtog ansvaret for dem i 1952.
For at en lejr skal kunne blive anerkendt af UNRWA, må der være en aftale mellem værts-regeringen og UNRWA, som fastsætter reglerne for brugen af lejren. UNRWA driver ikke selv nogen lejre, har ingen politi-mæssige beføjelser eller nogen administrativ rolle, men leverer udelukkende service til lejren. Flygtningelejrene, som udviklede sig fra telt-byer over række efter række af beton-blokhuse til bymæssige ghettoer ikke til at skelne fra deres omgivelser, huser omkring en tredjedel af alle registrerede palæstinensiske flygtninge. UNRWA tilbyder også faciliteter i andre områder, hvor store antal af registrerede palæstinensiske flygtninge lever udenfor anerkendte lejre.
UNRWA's services er til rådighed for alle de som lever i de områder, hvor det opererer, og som lever op til definitionen, som er registreret af organisationen og som behøver hjælp. UNRWA's definition på en flygtning dækker også efterkommere af personer, som blev flygtninge i 1948. Antallet af registrerede palæstinensiske flygtninge er følgelig vokset fra 914.000 i 1950 til mere end 4.3 millioner i 2005." 

## Vestbredden
Der er 19 officielle lejre med 176.514 flygtninge.
- - Abu-Dies (indbyggerne i denne lejr erklærer det terrirtoium som den israelske bosættelse, Ma'ale Adummim ligger på, for deres egen)[2].
  - 1950, Aida, 4.151
  - 1949, Am'ari, 8.083
  - 1948, Aqabat Jabr, 5.197
  - 1950, Arroub, 9.180
  - 1950, Askar, 13.894
  - 1950, Balata, 20.681
  - 1950, Beit Jibrin, 1.828

## Jordan
Der er 10 officielle lejre, 304.430 flygtninge.
- - 1955, Amman New Camp (Wihdat), 49.805
  - 1968, Baqa'a, 80.100
  - 1968, Husn (Martyr Azmi el-Mufti), 19.573
  - 1968, Irbid camp, 23.512
  - 1952, Jabal el-Hussein, 27.674
  - 1968, Jerash camp, 15.696
  - 1968, Marka, 41.237
  - 1967, Souf, 14.911
  - 1968, Talbieh, 4.041
  - 1949, Zarqa camp, 17344

## Libanon
Det totale antal registrerede flygtninge er 409.714.
Der er 11 officielle lejre tilbage med 225.125 flygtninge.
- - 1955, Beddawi, 15.695
  - 1948, Burj el-Barajneh, 19.526[4][5]
  - 1955, Burj el-Shemali, 18.134
  - 1956, Dbayeh, 4.223
  - Dikwaneh, destroyed
  - 1948, Ein el-Hilweh, 44.133
  - 1948, El-Buss, 9.840
  - Jisr el-Basha, destroyed
  - 1952, Mar Elias, 1.406
  - 1954, Mieh Mieh, 5.078
  - Nabatieh camp, ødelagt i 1973
  - 1949, Nahr al-Bared, 28,358 ødelagt i 2007
  - 1963, Rashidieh, 24,679
  - Sabra ødelagt
  - 1949, Shatila, 11.998
  - 1948, Wavel, 7.357

## Syrien
Der er 10 officielle lejre med 119.776 flygtninge.
- - 1950, Dera'a, 5.916
  - 1967, Dera'a (Emergency), 5.536
  - 1950, Hama, 7.597
  - 1949, Homs, 13.825
  - 1948, Jaramana, 5.007
  - 1950, Khan Dunoun, 8.603
  - 1949, Khan Eshieh, 15.731
  - 1948, Neirab, 17.994
  - 1967, Qabr Essit, 16.016
  - 1948, Sbeineh, 19.624

Andre, uofficielle lejre i Syrien:
- - 1955-6, Latakia camp, 6.534 registrerede flygtninge.
  - 1957, Yarmouk (Damascus), 112.550 registrerede flygtninge
  - 1962, Ein Al-Tal, 4.329 registrerede flygtninge[6]
  - 1950, Camp No.1, 6.221
  - 1949, Deir Ammar, 2.189
  - 1949, Dheisheh, 10.923
  - 1948, Ein el-Sultan, 1.888
  - 1949, Far'a, 6.836
  - 1949, Fawwar, 7.072
  - 1949, Jalazone, 9.284
  - 1953, Jenin, 14.050
  - 1949, Kalandia, 9.188
  - 1952, Nur Shams, 8.179
  - 1965, Shu'fat, 9.567
  - 1950, Tulkarm, 16.259

## Gaza-striben
Der er 8 officielle lejre med 478.854 flygtninge.
- - 1948, Beach camp (Shati), 76.109
  - 1949, Bureij, 30.059
  - 1948, Deir el-Balah camp, 20.188
  - 1948, Jabalia (Jabaliya), 103.646
  - 1949, Khan Yunis, 60.662
  - 1949, Maghazi, 22,.536
  - 1949, Nuseirat, 64.233
  - 1949, Rafah camp, 90.638

## Kort
- Map from UNRWA
- Camps in Lebanon
- Camps in the occupied territories

## Eksterne link og referencer
- UNWRA Camp Profiles